# Анастасія Іванівна Філатова
Анастасія Іванівна Цеденбал-Філатова (4 лютого 1920 — 21 жовтня 2001, Москва) — громадський і політичний діяч Монгольської народної республіки. Дружина лідера Монголії Юмжагійна Цеденбала.

## Біографія
Грала значну роль у політиці Монголії, особливо у соціальних та освітніх програмах. Сприяла введенню у Монголії оплачуваних чотирирічних декретних відпусток для матерів.
Кореспондент газети "Известия" Леонід Шинкарьов писав, що Цеденбал і Філатова познайомилися завдяки Миколі Важнову (її дядька), політичному раднику Чойбалсана в середині 1940-х і послу в МНР в 1947-1949. Філатова, на той час секретар комсомольської організації Міністерства торгівлі СРСР, відвідувала Важнова у його московській комунальній квартирі. За спогадами сина Важнова, після того, як Цеденбал заявив, що дівчина йому подобається, у ЦК ВКП(б) рекомендували Важнову всіляко сприяти їхнім стосункам.
У МНР протягом багатьох років була головою Республіканського дитячого фонду.
Була нагороджена орденом Сухе-Батора, удостоєна звань лауреата Державної премії МНР, заслуженого діяча мистецтв МНР, ряду інших нагород та звань, у тому числі значками «Почесний чекіст» та «Відмінний прикордонник».
Після відставки чоловіка жила разом із усією родиною в Москві, неодноразово давала інтерв'ю.
Була позбавлена звань та нагород указом № 98 Президії Великого Народного Хуралу МНР від 18 квітня 1990, проте 7 червня 2021 цивільний суд першої інстанції Сухе-Баторського району її виправдав та ухвалив повернути звання та нагороди посмертно.
У травні 2006 на території міжнародного дитячого комплексу "Найрамдал" їй встановлено пам'ятник.

## Сім'я
Цеденбал і Філатова мали двох дітей: Владислава (нар. 1949, загинув у автокатастрофі 2000) і Зорига (нар. 1957, учений-біолог, живе у Москві, має дочку Анастасію Цеденбал).

## Пам'ять
Похована на Ваганьківському цвинтарі.
У 2006 в передмісті Улан-Батора Філатовій встановлено пам'ятник.